# Oelomin
Oelomin is een bestuurslaag in het regentschap Kupang van de provincie Oost-Nusa Tenggara, Indonesië. Oelomin telt 1158 inwoners (volkstelling 2010).